# Québecs liberala parti
Quebecs liberala parti (engelska: Quebec Liberal Party, QLP, franska: Parti libéral du Québec, PLQ) är ett federalistiskt politiskt parti i Québec i Kanada. Det har varit helt självständigt från Kanadas liberala parti sedan 1955.

## Partiledare
- Henri-Gustave Joly de Lotbinière (1867–1883) (premiärminister 1878–1879)
- Honoré Mercier (1883–1892) (premiärminister 1887–1891)
- Félix-Gabriel Marchand (1892–1900) (premiärminister 1897–1900)
- Simon-Napoléon Parent (1900–1905) (premiärminister 1900–1905)
- Lomer Gouin (1905–1920) (premiärminister 1905–1920)
- Louis-Alexandre Taschereau (1920–1936) (premiärminister 1920–1936)
- Adélard Godbout (1936–1949) (premiärminister 1936, 1939–1944)
- George Carlyle Marler (tillfällig) (1949–1950)
- Georges-Émile Lapalme (1950–1958)
- Jean Lesage (31 maj 1958 – 28 augusti 1969) (premiärminister 1960–1966)
- Robert Bourassa (17 januari 1970 – 1976) (premiärminister 1970–1976)
- Gérard D. Levesque (tillfällig) (1977–1978)
- Claude Ryan (1978–1982)
- Gérard D. Levesque (tillfällig) (1982–1983)
- Robert Bourassa (1983–1994) (premiärminister 1985-1994)
- Daniel Johnson, Jr. (1994–1998) (premiärminister 1994)
- Jean Charest (1998–2012) (premiärminister 2003–2012)
- Jean-Marc Fournier (tillfällig) (2012–2013)
- Philippe Couillard (2013–)

### Fotnoter
1. ↑   How Political Parties Respond: Interest Aggregation Revisited. Routledge. sid. 149–. ISBN 978-1-134-27668-4. http://books.google.com/books?id=P6BohpL4CKwC&pg=PA149. Läst 18 augusti 2012